# Platte tekst
In de informatica wordt met platte tekst bedoeld tekst die uitsluitend bestaat uit letters, spaties, cijfers en leestekens. Tekst die is voorzien van opmaak (vet, cursief, onderstreept, sub- en superscript alsook tabellen en afbeeldingen) is geen platte tekst. Een aantal opmaaktekens zoals regelovergang (carriage return/line feed) en tabstop komen in platte tekst wel voor.
Bestanden van bijvoorbeeld tekstverwerkers bevatten daarentegen ook codes die de opmaak van de tekst beschrijven, zoals cursief of een bepaald lettertype. Dergelijke codes hebben in principe een extra "vertaalslag" door een computerprogramma nodig.
Het begrip platte tekst wordt in verschillende contexten, en door verschillende computerspecialisten, op verschillende manieren opgevat. Hier volgt een poging om elk van die deelbetekenissen te omschrijven.

## Opmaakloze tekst
Een tekstverwerker stelt de gebruiker in staat om teksten van afbeeldingen te voorzien, en van allerlei opmaak, bijvoorbeeld:
- tekst kan vetgedrukt of cursief worden weergegeven
- lettergrootte en lettertype kunnen worden gevarieerd
- letters en achtergronden kunnen worden gekleurd
- scheidingsbalken kunnen worden toegepast

De term platte tekst wordt wel gebruikt om tekstdocumenten zonder afbeeldingen aan te duiden waarin dergelijke opmaak ontbreekt. Ze kunnen worden gemaakt en bewerkt met een teksteditor. In Microsoft Windows en DOS dragen deze bestanden gewoonlijk de extensie ".txt".
Een kommagescheiden bestand is een platte tekst die gebruikt wordt als tussentijdse codering van een tabel, om die naar een spreadsheetprogramma over te brengen. Vervolgens kan de tabel dan in het reguliere spreadsheetformat van het spreadsheetprogramma worden opgeslagen.
Tekstverwerkingsapplicaties kunnen documenten omzetten naar platte tekst. Ook webbrowsers kunnen webpagina's als omzetten naar platte tekst. In die gevallen gaat de opmaakinformatie verloren.

## Lineaire tekst
Lineaire tekst is tekst die bestaat uit een rij tekens. Net als in platte tekst komen er geen superscripts, subscripts en afbeeldingen in voor die niet in de tekenset voorkomen. Er kan eventueel wel bijvoorbeeld cursieve tekst of tekst in een afwijkend font in voorkomen. Of tekst met superscripts en/of subscripts die in de tekenset voorkomen tot lineaire tekst wordt gerekend hangt af van het gezichtspunt: visueel is die niet lineair, maar in computertechnische zin wel.

## Onversleutelde tekst
Gevoelige informatie, zoals wachtwoorden, wordt ter beveiliging meestal versleuteld opgeslagen en verstuurd. De onversleutelde vorm van deze informatie wordt soms platte tekst genoemd.

## UTF
Bij grotere tekensets, zoals UTF-8, kunnen ook bijvoorbeeld sommige superscripts en diverse kleine afbeeldingen (icoontjes, smileys, emoji, enz.) beschikbaar zijn. Voor het gemakkelijk intoetsen kan ook een tekenset gebruikt worden met alleen de tekens die doorgaans op het toetsenbord staan. In programmeertalen is voor wiskundige expressies zo'n tekenset doorgaans voldoende. Ook voor blinden kan zo'n tekenset handig zijn.